# Comuna de Nowogródek Pomorski
Nowogródek Pomorski (polaco: Gmina Nowogródek Pomorski) é uma gminy (comuna) na Polónia, na voivodia de Pomerânia Ocidental e no condado de Myśliborski.
De acordo com os censos de 2007, a comuna tem 3.290 habitantes, com uma densidade 22,5 hab/km².

## Área
Estende-se por uma área de 146,15 km².

## Demografia
Dados de 30 de Junho 2004:
|                      | Total   | Total | Mulheres | Mulheres | Homens  | Homens |
| -------------------- | ------- | ----- | -------- | -------- | ------- | ------ |
|                      | pessoas | %     | pessoas  | %        | pessoas | %      |
| População            | 3282    | 100   | 1648     | 50,2     | 1634    | 49,8   |
| Densidade (pop./km²) | 22,5    | 100   | 11,3     | 11,3     | 11,2    | 11,2   |

De acordo com dados de 2002, o rendimento médio per capita ascendia a 1406,16 zł.